# Відставлений фарбар
«Відставлений фарбар» (англ. The Adventure of the Retired Colourman) — твір із серії «Архів Шерлока Холмса» Артура Конана Дойла. Уперше опубліковано у Strand Magazine у 1926 році.

## Сюжет
До Шерлока Холмса звертається колишній торговець фарбами Джозая Емберлі, який повідомляє, що пропала його дружина. Вона втекла з сусідом, доктором Рейем Ернестом і забрала з собою гроші та цінні папери. Емберлі хоче, щоб Шерлок їх вистежив.
Оскільки Холмс зайнятий, він посилає Вотсона почати розслідування. Емберлі фарбує будинок, що досить дивно, зважаючи на нещодавні події. Вотсон також бачить невикористаний театральний квиток N31, який був призначений для зниклої жінки клієнта. Джозая пішов до театру сам, бо дружина скаржилась на головний біль. Вотсон запам'ятав номер місця, бо в школі в нього була шафа з таким же числом.
Під час перебування поза Лондоном Вотсон декілька раз бачить чоловіка, який з'являвся в тих же містах, що і доктор. За описом Холмс впізнає свого конкурента Беркера з іншої частини міста. Пізніше виявилось, що його найняла сім'я Рея Ернеста, щоб знайти відсутнього чоловіка.
Емберлі скнара, дуже ревнивий. Також він завзятий шахіст.
Холмс щось підозрює й відправляє Вотсона та Емберлі в Ессекс за хибним проханням, щоб звільнити будинок. Беркер «спіймав» його за розслідуванням, але вони все ж вирішують працювати разом.
Детективи доходять певного висновку, і, коли Емберлі з Холмсом прибувають, запитують Джозаю, де він дів тіла. Холмс одразу ж зупиняє Емберлі, який намагався випити отруту. Очевидно, колишній торговець винен.
Холмс пояснює, що алібі Емберлі рухнуло, коли він дізнався, що у вказаний вечір, місце, на якому начебто сидів Джозая, місце було пустим. Фарбування стала підказкою Холмсу, що Емберлі замасковує запах, як виявилось, газу. Зловмисник заманив їх в одну з кімнат, куди запустив газ. Знизу на стіні детектив знайшов запис «Нас бу…» (англ. «We we…»), що означає, що жертва хотіла написати «Нас було вбито» (англ. «We were murdered»). Тіла було знайдено в саду у покинутому колодязі, під собачою будою.
Емберлі найняв Холмса, щоб у майбутньому говорити, що сам Шерлок Холмс брався за справу, але марно. Злочинець думав, що він все здійснив бездоганно.
Холмс вважає, що Емберлі слід відправити до Бродмуру, психічної лікарні, а не на ешафот.

## Галерея
Художник — Фредерік Дорр Стіл.

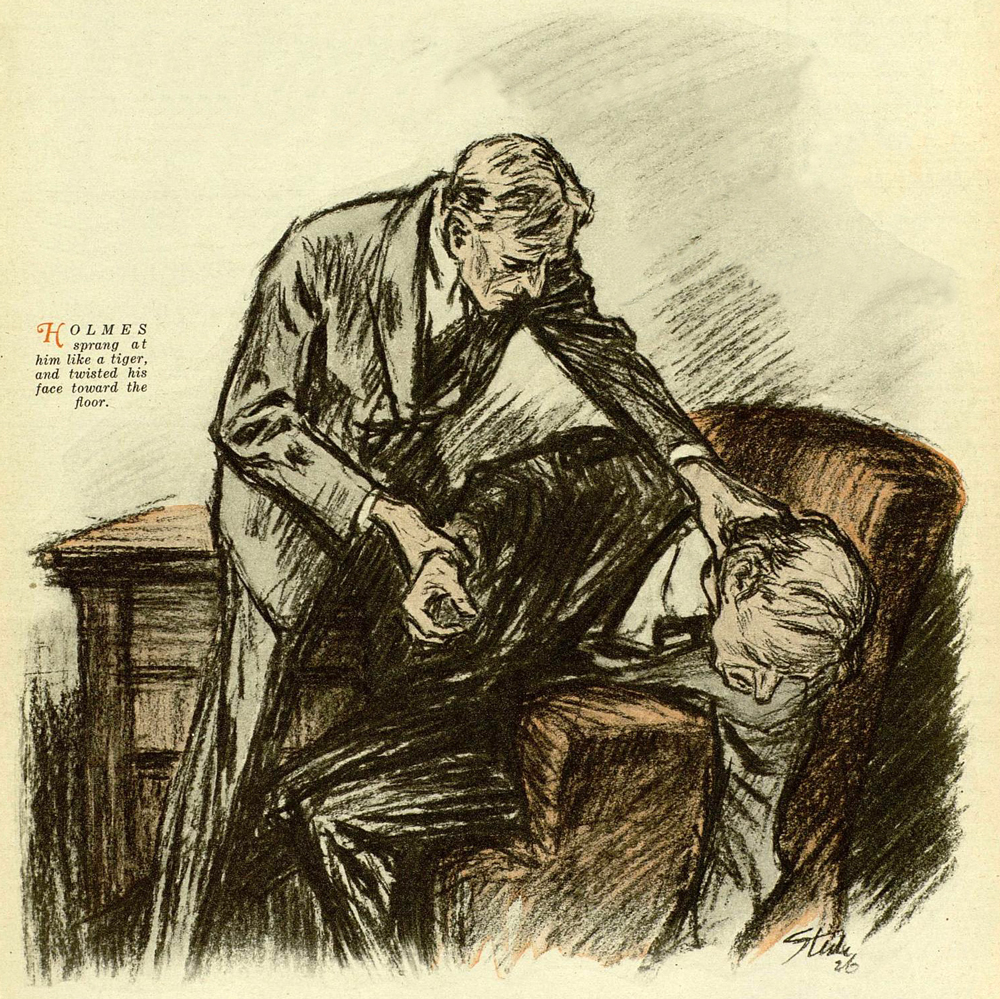
Шерлок Холмс і Джозія Емберлі
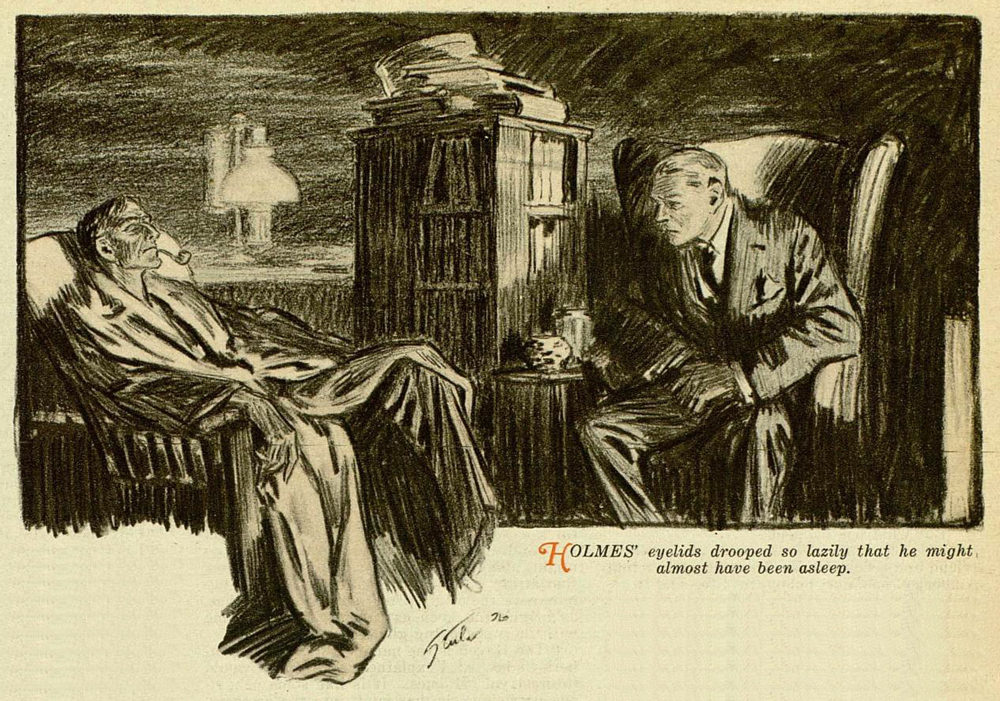
Холмс спілкуться з доктором Вотсоном
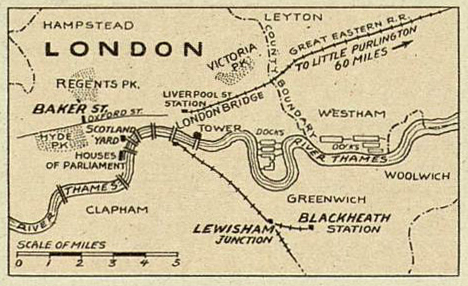
Карта Лондона
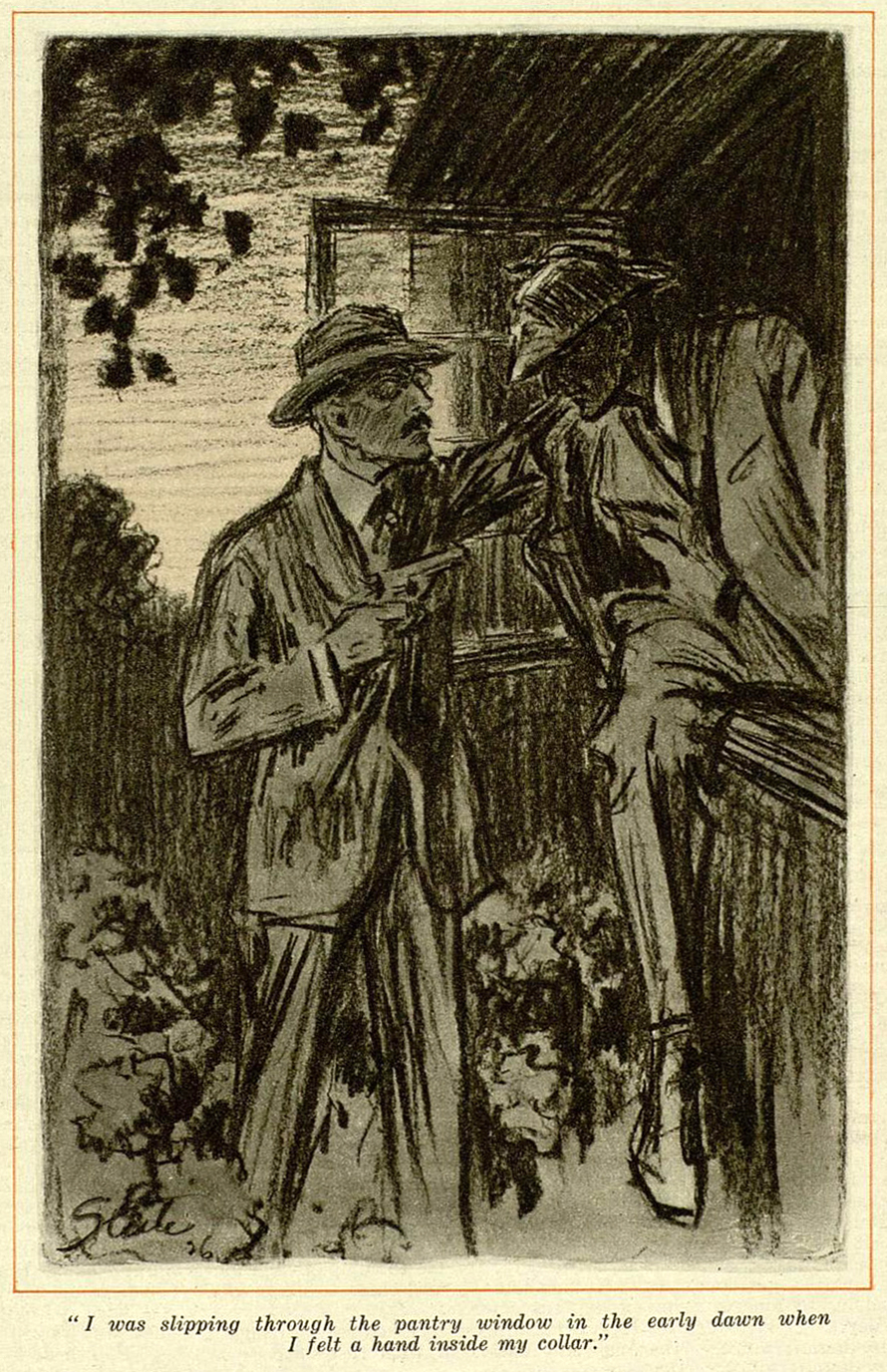
Бейкер «спіймав» Холмса під час розслідування